# Der Usedom-Krimi: Schmerzgrenze

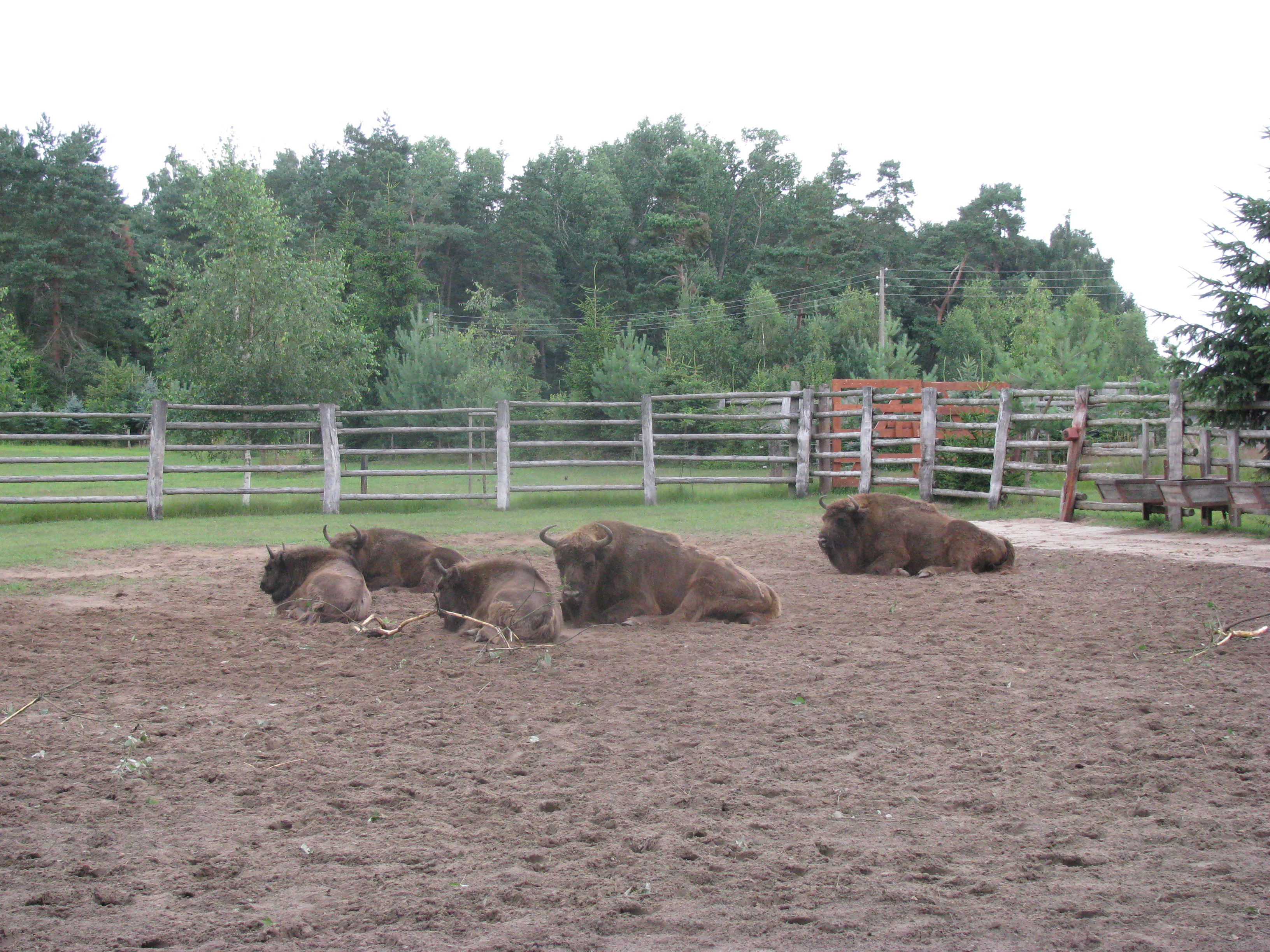
Dr. Brunner muss Unterschlupf in Karins Wisentgehege suchen (Drehort: Wisentpark Insel Usedom)

Schmerzgrenze ist ein Fernsehfilm aus der Kriminalfilmreihe Der Usedom-Krimi. Er wurde im Auftrag von ARD Degeto und dem NDR von der Polyphon Film- und Fernsehgesellschaft für Das Erste produziert. Die 12. Folge der Filmreihe wurde am 5. November 2020 erstgesendet.

## Handlung
Staatsanwalt Brunner kümmert sich liebevoll um seine demenzkranke Mutter Erika, die in einem luxuriösen Seniorenheim auf Usedom lebt. Auch hat er ein Verhältnis mit der dortigen Pflegedienstleiterin Kerstin Matthies. Als die alte Dame stirbt, spricht alles für eine natürliche Todesursache. Doch Hämatome am Körper und eine anonyme Nachricht, die Matthies beschuldigt, lassen Brunner zweifeln. Er findet heraus, dass seine vermeintliche Freundin die Seniorin misshandelt und auch ihn finanziell betrogen hat. Als Matthies fast zeitgleich verschwindet und nur kurz darauf tot aufgefunden wird, gerät der seriöse Staatsanwalt selbst unter Tatverdacht. Seine Wohnung wird nun von Journalisten und Bloggern belagert. Ausgerechnet bei seiner ehemaligen Chefin und Gegenspielerin Karin Lossow sucht er Unterschlupf.
Der neue Kommissar Rainer Witt nimmt die Ermittlungen auf, doch auch Brunner und Karin stellen Nachforschungen an. Brunner erkennt im Essenslieferanten des Seniorenheims den ehemaligen Verurteilten Eberhard Fuhrmann, der wegen des Totschüttelns seines Enkelkinds sieben Jahre im Gefängnis verbüßt hat. Fuhrmann ist aufgrund seiner Entdeckung nahezu panisch, zumal auch Karin wiederholt nach Informationen fragt. Fuhrmann unterstützt seine schwangere Tochter Vanessa, die gerade ein kleines Waxing-Studio eröffnet hat. Karin erfährt bei ihren Gesprächen, dass Fuhrmann  überhaupt nicht für Gewalt bekannt war und dass seine Verurteilung hauptsächlich auf seinem Geständnis beruhte. Vanessa hingegen war damals für Partys, Alkohol und Drogen bekannt, wurde mit 18 Jahren ungewollt schwanger. Es wird ersichtlich, dass die damals überforderte Vanessa ihr eigenes Kind zu Tode geschüttelt hat und vom Vater gedeckt wurde. Die jetzigen Ermittlungen könnten die Wahrheit zu Tage bringen und all die Hoffnungen der Familie zerstören, deshalb reagierte Fuhrmann so hysterisch.
Vanessas Freund Markus entführt Karin, die ihn aber schnell davon abbringen kann, Schlimmeres zu tun. Da er Karin zum Fundort der Matthies gebracht hat, schließt sich der Kreis zum aktuellen Fall. Gemeinsam mit Fuhrmann hat er Matthies' Leiche dort abgelegt. Diese wurde von Heimbewohner Heinrich Schoo im Affekt erschlagen, als dieser sie zur Rede stellen wollte, nachdem er Kerstins Misshandlungen an Erika Brunner entdeckt hatte. Dies hat er dann Fuhrmann erzählt, der im Heim immer wieder mit ihm Schach spielte, und ihn gebeten, die Leiche wegzuschaffen. Fuhrmann hatte Schoo während der Schachspiele auch seine Lebensgeschichte gebeichtet. Mit einem geschickten Geständnis Schoos gelingt es, Vanessa aus der Sache herauszuhalten.
Der Film endet mit heftigen Wehen bei Ellen Norgaard. Karin muss sie zur Entbindung nach Polen fahren, da die Peenebrücke wegen Wartungsarbeiten gesperrt ist.

## Produktion
Der Film wurde vom 12. November 2019 bis zum 10. Dezember 2019 vorwiegend auf der Ostseeinsel Usedom, aber auch in den Bundesländern Berlin und Brandenburg gedreht. Der wichtigste Drehort des Films war das Wisentgehege im Dargener Ortsteil Prätenow. Das Appartementhotel „Malerhus“ in Kölpin, direkt am Peenestrom gelegen, diente im Film als Seniorenresidenz „Vista Mare“. Das italienische Restaurant befindet sich auf der Seebrücke von Ahlbeck. Drohnenaufnahmen entstanden unter anderem an der Zecheriner Brücke.

## Rezeption

### Kritik
„In der Aufwertung der Figur Brunners“, meint Tilmann P. Gangloff auf tittelbach.tv, liege „gerade für Freunde der Reihe der große Reiz des Films“. Seine Flucht, „ausgerechnet zu seiner früheren Chefin“, sowie seine „Trauer um die Mutter und die Freundin, die sich als Sadistin entpuppt hat“, mache ihn diesmal „tatsächlich zum Sympathieträger“. Auch sei es Autor Michael Vershinin gelungen, durch die „Verknüpfung mit einem ganz anderen Fall“ [Brunners], den „Film auch für Zuschauer ohne größeren Bezug zum ‚Usedom-Krimi‘ interessant“ zu machen. Darüber hinaus lobte er die Regiearbeit und die Bildgestaltung von Maris Pfeiffer und Alexander Fischerkoesen. Beide hätten sich die „typische Anmutung der ‚Usedom-Krimis‘ perfekt angeeignet […] die viel zur Unverwechselbarkeit der Reihe beiträgt“.
Oliver Armknecht gibt dem Film in seiner Kritik auf film-rezensionen.de insgesamt 5 von 10 Punkten. Auch wenn hier mit Missstand in der Pflege ein gesellschaftlich relevantes Thema aufgegriffen wird, werden die eigentlichen Probleme gar nicht thematisiert. Schmerzgrenze sei hier mehr auf die Figuren ausgerichtet. Für den Kritiker ist dies ein Film, bei dem die „Guten“ unsympathischer wirkten als die „Bösen“. Diese würden „penetrant Grenzen überschreiten, dass man gar nicht mehr weiß, für wen man eigentlich sein soll“, was einerseits faszinierend, andererseits aber schwer zu ertragen sei. Immerhin stellten die stimmungsvollen und düsteren Aufnahmen einen guten Zeitvertreib dar, wodurch der Film noch Durchschnittsniveau erreiche.

### Einschaltquoten
Die Erstausstrahlung von Schmerzgrenze am 5. November 2020 wurde in Deutschland von 6,93 Millionen Zuschauern gesehen und erreichte einen Marktanteil von 21,3 % für Das Erste.